# Pioneer–0
A Pioneer–0 (angolul: úttörő) volt az első amerikai mesterséges bolygó, a Pioneer-program keretében indították, Hold-kutató szonda.

## Küldetés
Az 1958-as nemzetközi geofizikai év keretében végzett volna vizsgálatokat a Hold körüli pályán.

## Jellemzői
A szondát a TRW, az ametikai légierő (USAF), a DC építette. Üzemeltetője a NASA és a DC (Washington).
1958. augusztus 17-én a Air Force Missile Test Center indítóállomásról egy Thor-Able hordozórakétával, direkt módszer alkalmazásával indították a Hold felé. A hordozóeszköz 16 kilométer magasságban, 77 másodperccel az indítást követően felrobbant. A szonda a roncsokkal együtt becsapódott az Atlanti-óceánba.
Hasznos tömege 36 kilogramm, műszereinek súly 17,8 kilogramm, stabilizált eszköz, a kúp alakú felső és alsó fedelet hengeres rész köti össze, amelynek átmérője alul 76 centiméter, magassága 74 centiméter. A fedőhenger laminált műanyagból készült. A kapcsolatot a 108 megahertzen (MHz) frekvencián, botantennákon keresztül biztosították. Az energiát nikkel-kadmium-elemek (NiCd) adták a rakéták gyújtására, ezüst-cellaelemek a televízió-rendszerhez és higany-elemek a műszerek ellátására. Pályamódosítást segítő fúvóka (üzemanyaggal) 11 kilogramm, további 8 kis korrekciós fúvóka van elhelyezve a kúp tetején, amelyek használat után leválaszthatók.
Az űreszköz magnetométert, Geiger–Müller-számlálót, mikrometeorit-detektort és letapogató televíziós rendszert tartalmazott.

## Külső hivatkozások
- Pioneer–0. lib.cas.cz. [2013. október 13-i dátummal az eredetiből archiválva]. (Hozzáférés: 2012. december 29.)
- Pioneer–0. skyrocket.de. (Hozzáférés: 2012. december 30.)

| Elődje: Kezdet | Pioneer-program 1958–1960 | Utódja: Pioneer–1 |